# Novodinia antillensis
Novodinia antillensis is een zestienarmige zeester uit de familie Brisingidae.
De wetenschappelijke naam van de soort werd, als Odinia antillensis, in 1934 gepubliceerd door Austin Hobart Clark. Het materiaal waarop de beschrijving gebaseerd is, één exemplaar, was verzameld vanaf het schip Caroline tijdens de eerste Johnson-Smithsonian deep-sea expedition op 13 februari 1933. Het kwam van een diepte van 280 tot 340 vadem (512 - 622 meter) in de Caraïbische Zee, even ten westen van Puerto Rico (18°17'N, 67°25'W).